# Opheltes japonicus
Opheltes japonicus är en stekelart som först beskrevs av Joseph Augustine Cushman 1924.  Opheltes japonicus ingår i släktet Opheltes och familjen brokparasitsteklar. Inga underarter finns listade i Catalogue of Life.